# Blue Movie
Blue Movie (también conocida como Fuck) es una película erótica estadounidense del año 1969 dirigida, producida, escrita por Andy Warhol. Se trata de la primera película erótica para adultos con escenas de sexo explícito en recibir una amplia presentación en salas comerciales en los Estados Unidos. Es una película fundamental en la Edad de Oro del porno,  que ayudó a inaugurar el fenómeno del «porno chic» en la cultura estadounidense moderna, cuando el porno empezó a ser discutido en público por celebridades (como Johnny Carson o Bob Hope) y a ser tomado con seriedad por críticos de cine (como Roger Ebert), y luego en muchos otros países. Más allá, según Warhol, la película Blue Movie fue una influencia importante en la filmación del El último tango en París, una película de drama erótico, polémica a nivel internacional, protagonizada por Marlon Brando, y estrenada unos cuantos años después de haber hecho Blue Movie. Los actores Viva y Louis Waldon, se interpretaron a sí mismos como protagonistas en Blue Movie. En 1970 se estrenó Mona, la segunda película erótica para adultos en recibir amplia exhibición en las salas de teatro. Después se estrenaron otras películas para adultos, como Boys in the Sand, Garganta profunda, Detrás de la puerta verde o The Devil in Miss Jones, que continuaron la tendencia iniciada por la Blue Movie, en lo que se ha llamado la Edad de Oro del Porno. En 2016, Blue Movie se exhibió en el Whitney Museum of American Art de Manhattan.

## Argumento
La película incluye un diálogo sobre la Guerra de Vietnam, varias tareas mundanas y, también, sexo real, durante un tarde feliz en un apartamento de Nueva York. Se presentó a la prensa como «una película sobre la guerra de Vietnam y qué  podemos hacer al respecto». Warhol añadió, «la película es sobre [...] el amor, no la destrucción».

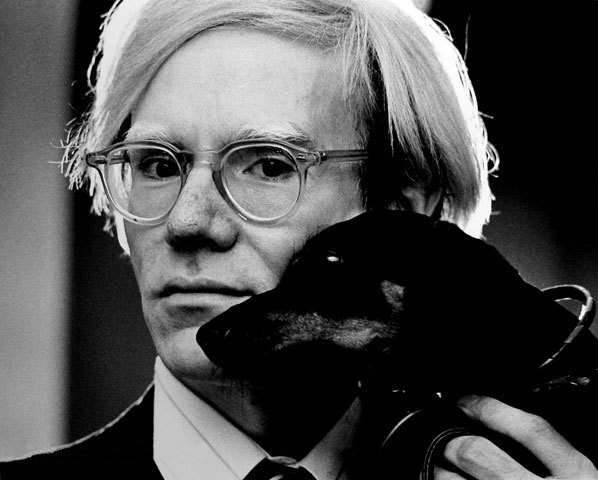
Andy Warhol

Warhol explicó que la carencia de un argumento en Blue Movie era intencionada: «los guiones me aburren. Es mucho más interesante no saber qué va a pasar. No creo que la trama sea importante. Si usted ve una película de dos personas que hablan, se puede mirar una y otra vez sin ser aburrido. Pero no puedes ver la misma película varias veces si tiene un argumento porque ya sabes el final ... Todo el mundo es rico. Todo el mundo es interesante. Hace años, la gente solía sentarse mirando hacia fuera de sus ventanas a la calle. O en un banco del parque, se quedaban durante horas sin aburrirse a pesar de que no había gran cosa que pasara. Esto es mi tema favorito en la creación de películas – simplemente observar algo que sucede durante dos horas algo pasando durante dos horas o así... todavía pienso que es bueno preocuparse sobre personas, y las películas de Hollywood...son insensibles. Somos personas pop, hicimos una visita al Universal Studios Hollywood en Los Ángeles y dentro o fuera del lugar, era muy difícil decir lo que era real. Son personas no reales intentando decir algo. Y somos personas reales no intentando decir cualquier cosa. Simplemente me gusta todo el mundo y creo en todo».
Según Viva: «las películas de Warhol fueron sobre la frustración y decepción sexual: la forma que Andy vio el mundo, la forma en que el mundo es, y la forma en nueve décimas partes de la población que lo ve, pero fingen que no lo hacen.»

## Reparto
- Louis Waldon, como él mismo
- Viva Waldon, como ella misma

## Producción
Andy Warhol describió la ejecución de Blue Movie' como sigue: «siempre quise hacer una película que fuera maldita, nada más, la forma en [mi película] Eat había sido simplemente comiendo y [mi película] el  Sleep había sido justo durmiendo. Así en octubre de 1968 hice una película de Viva haciendo sexo con Louis Waldon. Yo la llamé Fuck.»
La película adquirió un tinte azul/verdoso porque Warhol utilizó una clase incorrecta de película durante la filmación. Usó una película para rodaje de escenas nocturnas, y el sol que entraba a través de la ventana del apartamento convirtió la película en azul.

## Estreno
La película se proyectó con fines benéficos el 12 de junio de 1969 en el Elgin Theater de Nueva York. Variety reportó que la película era el «primer largometraje teatral que realmente mostraba relaciones sexuales». Aunque se proyectó inicialmente en The Factory, el estudio de Warhol, Blue Movie no se presentó a un público más amplio sino hasta su estreno en el New Andy Warhol Garrick Theater de Nueva York  el 21 de julio de 1969, con una duración de 105 minutos. La película también se proyectó en el Berkeley Repertory Theatre de California.
El día de su estreno en Nueva York, la película recaudó la cifra récord de $3.050 dólares, con un total de $16.200 dólares en toda la semana. Warhol recibió el 90% de la recaudación, con lo que recuperó rápidamente los 3.000 dólares que costó la película. Viva, en París, al comprobar que Blue Movie estaba recibiendo mucha atención, dijo: «A Timothy Leary le encantó. A Gene Youngblood también. Dijo que yo era mejor que Vanessa Redgrave y que era la primera vez que una verdadera estrella de cine hacía el amor en la pantalla. Fue un verdadero avance».

### Controversia
El 31 de julio de 1969, el personal del New Andy Warhol Garrick Theatre fue arrestado y la película confiscada. El director del teatro fue multado con 250 dólares; posteriormente, el director declaró: «No creo que esta película haya dañado a nadie... Vi otras películas en la ciudad y ésta era una matiné infantil comparada con ellas». Warhol dijo: «¿Qué es pornografía, para empezar? [...] Las revistas de músculos son llamadas pornografía, pero en realidad no lo son. Te enseñan a tener un buen cuerpo [...] Creo que las películas deberían apelar a intereses lascivos. Tal y como están las cosas ahora, la gente está alienada. Blue Movie era real. Pero no fue hecha como pornografía, sino como un ejercicio, un experimento. Pero realmente creo que las películas deben excitarte, deben excitarte con la gente, deben ser lascivas. La lascivia es parte de la máquina. Te mantiene feliz. Te mantiene en marcha».

### Eventos posteriores
Posteriormente, en 1970, Warhol publicó Blue Movie en forma de libro, con diálogos de la película y fotogramas explícitos. Cuando en 1972 se estrenó El último tango en París, una película de drama erótico internacionalmente controvertida dirigida por Bernardo Bertolucci y protagonizada por Marlon Brando, Warhol consideró que Blue Movie era su inspiración.
Mona, la ninfa virgen, una película erótica de sexo explícito, también se estrenó en los cines de Estados Unidos en 1970. Poco después se estrenaron otras películas para adultos, como  como Boys in the Sand, Garganta profunda, Detrás de la puerta verde o The Devil in Miss Jones, continuando la Edad de Oro del Porno que comenzó con Blue Movie. En 1973, el fenómeno de que la pornografía fuera comentada públicamente por famosos (como Johnny Carson o Bob Hope) y tomada en serio por críticos de cine (como Roger Ebert), un hecho al que Ralph Blumenthal del The New York Times se refirió como «porno chic», comenzó por primera vez en la cultura moderna estadounidense y, más tarde, en todo el mundo.

### Reavivamiento
En 2005, Blue Movie se proyectó públicamente en Nueva York por primera vez en más de 30 años. En 2016, la película se proyectó en el Museo Whitney de Arte Americano de Manhattan.